# Микроталасна пећ
Микроталасна пећ је апарат у домаћинству који служи за : одмрзавање, подгревање и кување намирница са великим садржајем воде. У пећи се енергија микроталаса, преко молекула воде који су саставни део намирнице која се кува, преноси на околину и тако до загревања долази 'изнутра'. 

## Основне карактеристике
Корисна запремина - простор у коме се припрема храна - се креће у просеку око 20 литара а корисна снага пећи је од 600 до 1000 вати (W). Кључна компонента микроталасне пећи је магнетрон који емитује микроталасе у унутрашњости пећи. С обзиром да је зрачење усмерено лако долази до локалног прегревања. То се најлакше избегава тако што се подлога са намирницама окреће и тако се сви делови равномерно излажу зрачењу. Током рада магнетрон се форсирано хлади те је око пећи увек потребно оставити довољно простора за слободну циркулацију ваздуха. Пошто магнетрон зрачи увек истом снагом то се регулација постиже повременим укључивањем и искључивањем магнетрона. Пећ има тајмер којим се одабира аутоматско искључивање пећи после одређеног времена али највише до 60 минута. Окно пећи на предњим вратима прекривено је металном мрежицом која са осталим металним зидовима образује Фарадејев кавез. Тиме се, у великој мери, спречава 'цурење' зрачења ван пећи и омогућава безбедна употреба пећи.
Микровалне пећнице имају ограничену улогу у професионалном кувању, јер температуре у опсегу кључања микроталасне пећнице не производе хемијске реакције укуса које производи пржење, печење или печење на вишој температури. Међутим, такви извори топлоте могу се додати микроталасним пећницама у облику конвекцијске микроталасне пећнице.

## Историја
Кување хране помоћу микроталаса је открио Перси Спенсер током изградње једног радарског постројења. Док је радио са укљученим радаром приметио је нешто веома чудно. Кикирики слаткиш у његовом џепу је почео да се топи. Пошто је био човек од акције и већ је имао 120 патената, брзо је схватио могућности. Прво јело које је намерно грејано микроталасима су биле кокице а потом јаје (које је експлодирало експериментаторима у лице). Тренутно се кокице у Северној Америци скоро искључиво спремају у микроталасној пећници, чак имају и посебно „кокице“ дугме које служи за посебно припремљене кесице кукуруза кокичара. Старе методе са врућим ваздухом и кокичањем су већ заборављене.
Патент за микроталасно кување је 1946. године пријавио Рејтеон, а 1947. је направљена прва пећница. Димензије су биле импозантне. Висине скоро 2 метра и тежине око 340 kg, трошила је око 3 kW. Први примерци који су се нашли у радњама 1954. године су били снаге 1600 W, а коштали су 2000$ до 3000$.
Први велики продор на тржиште је забележен у САД 1975. години када је продато милион комада и од тада се микроталасна пећница све више виђа у кухињама. Процењује се да тренутно 95% америчких домаћинстава има микроталасну пећницу.

### Рани развој догађаја
Коришћење високофреквентних радио таласа за загревање материја је омогућено развојем радио предајника са вакуум цевима око 1920. До 1930. примена кратких таласа за загревање људског ткива развила се у медицинску терапију дијатермије. На Светској изложби у Чикагу 1933. године, Вестингхаус је демонстрирао кување хране између две металне плоче причвршћене за краткоталасни предајник од 10 kW, 60 MHz. Тим Вестингхауса, предвођен И. Ф. Муромтсефом, открио је да се храна попут одрезака и кромпира може скувати за неколико минута.
У патентној пријави Сједињених Држава из 1937. Бел Лабораторија стоји:
Овај проналазак се односи на системе грејања за диелектричне материјале и циљ проналаска је да се такви материјали загревају једнолико и суштински истовремено у њиховој маси. ... Због тога је предложено да се такви материјали загревају истовремено кроз њихову масу помоћу диелектричних губитака који настају у њима када су подвргнути високом напону, високофреквентном пољу.
Међутим, нискофреквентно диелектрично загревање, као што је описано у горе поменутом патенту, је (као индукционо грејање) ефекат електромагнетног грејања, резултат такозваних ефеката блиског поља које постоји у електромагнетној шупљини која је мала у поређењу са таласном дужином електромагнетног поља. Овај патент је предложио грејање радио фреквенцијом, на 10 до 20 мегахерца (таласна дужина 30 до 15 метара). Грејање из микроталасних пећница које имају малу таласну дужину у односу на шупљину (као у модерној микроталасној пећници) настаје због ефеката „далеког поља” које је последица класичног електромагнетног зрачења које описује светлост која се слободно шири и микроталаса на одговарајући начин далеко од свог извора. Ипак, примарни ефекат загревања свих врста електромагнетних поља на радио и на микроталасној фреквенцији јавља се преко ефекта диелектричног грејања, пошто на поларизоване молекуле утиче електрично поље које се брзо мења.

## Физичке основе
Микроталаси су електромагнетни таласи, попут радио-таласа или светлости. Име су добили по томе што су им таласне дужине знатно краће од оних код радио-таласа - у микроталасним пећима 12,45 cm - што је микро у односу на десетине и стотине метара колико износе таласне дужине радио-таласа. У пећи фреквенција таласа је 2450 мегахерца (или 2,450 гигахерца). То значи да у извесној тачки у простору електрично поље промени оријентацију око две милијарде пута у секунди. Ове фреквенције су истог реда величине као и ротационе фреквенције малих молекула у течности што је кључна особина за њихову примену у пећима.
Микроталасна пећ ради на принципу диелектричког загревања. Поларни молекули, попут воде, настоје да се оријентишу у правцу локалног електричног поља (јер тако смањују потенцијалну енергију), и ако електрично поље осцилује, молекули ће га следити. У том праћењу молекули воде преузимају енергију од променљивог електричног поља и предају је околини преко унутрашњег трења у течности. Дакле, енергију микроталаса могу да апсорбују само поларни молекули. Другим речима, микроталаси делују на молекуле воде, убрзавајући њихову ротацију, што резултује повишењем температуре. Неполарни или слабо поларни молекули, рецимо уље, не маре за промене електричног поља па отуда не могу ни да апсорбују микроталасе те не доприносе активно у процесу кувања. Зато се намирнице у којима нема воде не могу кувати у микроталасној пећи.

## Кување
Пошто већина намирница у себи садржи воду, молекули воде апсорпцијом микроталаса постају локални извори топлотне енергије. Тако, за разлику од кувања у термичким пећима - штедњацима (на дрва, струју или плин) где топлота споља продире у материјал, овде се топлота ствара у материјалу. 
С тиме у вези постоје више занимљивости. 
У леду молекули воде имају врло ограничену могућност за ротацију па лед слабо апсорбује микроталасе. Зато одлеђивање намирница мора да се изводи полако јер би се у слоју на површини који се делимично отопио све увелико кувало пре него што се средина намирнице одледи. 
Куриозитет је изванредна ефикасност микроталасних пећи за прављење кокица. Кукурузно зрно за кокице има јаку и непропусну опну кроз коју водена пара не може да прође па када вода у зрну, под утицајем микроталаса, испари у зрну долази до пораста притиска под којим зрно експлодира. Међутим, због огромне вискозности садржаја, зрно се не разлети него остаје у једном пенушавом комаду - кокици. (Док би се рецимо цео кестен или јаје у љусци разлетео на све стране што би могло да буде последње што је дотична пећ кувала.)
Кување џемова је далеко једноставније. Стаклена посуда, килограм воћа, 400-600 грама шећера и зависности врсте воћа и 20 минута кувања. Џем се промеша само једанпут благо после 10 минута кувања. Оно што је занимљиво да овај џем не може да загори како приликом кувања на класичном шпорету а поред тога осетљиво воће, кајсије на пример, остаје у комадима тј не оштећује се сталним мешањем као при класичном кувању џема. Такође кува се без конзерванаса и одмах је употребљиво.
Добре стране микроталасних пећи су што штеде енергију (јер се ова не расипа на грејање лонаца и шерпи), и што је кување много брже јер се топлота ствара у самом објекту. Такође добра страна микроталасне пећи је да се храна може грејати у: керамичким, стакленим, пластичним па чак и папирним-картонским посудама. Лоше особина је да не може да се обезбеди равномерно загревање и да не може да угреје намирнице изнад тачке кључања воде (100 °C). Иако се справа зове пећ (или рерна) у њој се храна кува (дакле битно је присуство воде), а не пече. То је главна заблуда (очекивање да пећ пече) због које микроталасне пећи код нас наилазе на неоправдано велики отпор. Постоје пећнице које имају додатни грејач за термичку обраду хране али је њихова употреба компликованија пошто за једну врсту кувања се може користити метална посуда а за другу не или обрнуто када се ради о пластичним посудама.
Врата микроталасне пећи морају увек бити добро затворена, јер је микроталасно зрачење опасно по људско здравље.

## Додатна примена
Пошто микроталасна пећ ипак зрачи и ка спољашњости, дошло се до идеје да се та енергија искористи. Већ су реализовани пуњачи батерија мобилних телефона који се постављају близу микроталасне пећи да би користили „одбеглу“ микроталасну енергију. Наравно, они раде само док је пећ укључена.